# Pedro Adelson
 Pedro Adelson Guedes dos Santos  (Alagoinha, 1 de janeiro de 1940 — João Pessoa, 21 de maio de 2020), mais conhecido como Pedro Adelson, foi um advogado e político brasileiro. Foi deputado estadual pela Paraíba. 
Além de deputado estadual, Pedro Adelson foi um dos principais nomes da advocacia paraibana. Atuou como secretário várias vezes no Governo da Paraíba, incluindo a pasta de Segurança Pública, assim como na função de procurador-geral.

## Morte
Morreu em João Pessoa, no dia 21 de maio de 2020, aos 80 anos. Ele estava internado no Hospital Alberto Urquiza Wanderley, da Unimed, em João Pessoa. 